# 駛馬町
駛馬町（はやめまち）は、福岡県の南部、三池郡にかつてあった町である。

## 概要
現在の大牟田市の南部、藤田町・沖田町・神田町・馬場町・馬込町・米生町・臼井町・野添町・早鐘町などにあたる。
北から西を大牟田市、東は玉川村と接していた。また、南は熊本県玉名郡荒尾町及び平井村（いずれも現在の荒尾市）と接していた。
町域には、1674年（延宝2年）に竣工した現存する最古の石造水路橋である早鐘眼鏡橋があった。また、1898年（明治31年）し、1931年（昭和6年）に閉坑した三池炭鉱宮原坑が町のほぼ中央部にあり、三池鉄道が町域を縦断していた。

## 歴史
- 1889年4月1日 - 町村制が施行。藤田（ふじた）、西米生（にしよねお）の2村と東米生（ひがしよねお）村の一部が合併して駛馬村が発足。
- 1938年4月17日 - 駛馬村が町制を施行し、駛馬町となる。
- 1941年4月1日 - 大牟田市に編入。

## 学校
- 米生小学校（のちの駛馬尋常小学校→大牟田市立駛馬北小学校、現在の大牟田市立駛馬小学校）
- 駛馬尋常小学校沖田分校（のちの大牟田市立駛馬南小学校）
- 私立三井三池尋常小学校勝立分校（のちの大牟田市立笹原小学校、現在の大牟田市立天の原小学校）[1]